# José Miguel Gambra Gutiérrez
José Miguel Gambra Gutiérrez (Pamplona, 1950) es un filósofo y político español, catedrático emérito de Lógica en la Universidad Complutense de Madrid. Pensador tradicionalista, milita en la Comunión Tradicionalista.

## Biografía
Hijo del intelectual carlista Rafael Gambra y de la novelista María del Carmen Gutiérrez, profesores ambos, recibió de sus progenitores una consolidada tradición católica y la vocación docente. Empezó su carrera como catedrático de instituto y llegó a ser catedrático de Lógica en la Universidad Complutense de Madrid. Desde su concepción marcadamente tomista, ha publicado varios libros y numerosos artículos, principalmente sobre filosofía y política en defensa del orden social cristiano.
Tradicionalista militante desde siempre, presentó en Madrid en 1980 -ocho años antes de que fuese excomulgado- al arzobispo francés Marcel Lefebvre. Ha sido presidente del círculo carlista madrileño que lleva el nombre de «Antonio Molle Lazo». Participó con cierta asiduidad en el programa Lágrimas en la lluvia, dirigido por el escritor Juan Manuel de Prada, entre 2010 y 2013. En 2010 sustituyó al profesor Miguel Ayuso Torres como jefe delegado de la sixtina Comunión Tradicionalista.
En 2021 presentó su dimisión en la Jefatura Delegada, aceptada el 27 de septiembre de 2021. Sin embargo, permaneció como miembro de la Secretaría Política y presidente de la Candidatura Tradicionalista.  A raíz de la incapacidad de Sixto de Borbón, se le planteó si conocía la situación del príncipe, a lo que alegó desconocimiento y manifestó su confianza en Miguel Ayuso.

## Carrera académica
Después de graduarse, Gambra comenzó su investigación doctoral en la Universidad Complutense de Madrid. A mediados de la década de 1970 solicitó su ingreso en el Cuerpo de Catedráticos de Enseñanza Media y en 1975 fue incluido en la lista de aspirantes a las oposiciones a cátedras de Filosofía, Griego, Latin de Institutos Nacionales de Enseñanza Media, el grupo de profesores de secundaria. Gambra aprobó los exámenes correspondientes en la modalidad de turno libre y en 1976 fue confirmado como profesor de filosofía en el Instituto Nacional de Bachillerato de Porriño. Completó su investigación doctoral con una tesis titulada La doctrina de la analogía en la obra de Santiago María Ramírez: hermenéutica tomista y nuevas aportaciones, bajo la dirección de Leopoldo Eulogio Palacios, dedicándola a la teoría filosófica del renombrado filósofo y teólogo dominico, al que Gambra conoció personalmente como amigo de su padre. La disertación fue aceptada en la Complutense y le valió a Gambra los laureles de doctorado en 1977.

## Obras

#### Libros[10]
- Mons. Lefebvre: vida y pensamiento de un Obispo católico (1980).
- La analogía en general. Síntesis tomista de Santiago Ramírez (2002).
- Lógica aristotélica (2008), escrito en colaboración con Manuel Oriol Salgado.
- Ejercicios de lógica aristotélica (2008), escrito en colaboración con Manuel Oriol Salgado.
- La sociedad tradicional y sus enemigos (2019).
- Escritos políticos (2025).[11]

Además, ha escrito un comentario a las Categorías de Aristóteles en una edición de la misma obra publicada en 2016, en colaboración con Guillermo Pérez Galicia (traductor):
- Aristóteles. Categorías. Guillermo Escolar, 2016.

También ha reeditado (2022), corrigiéndolo y completándolo, el Curso elemental de filosofía escrito por su padre, el catedrático de instituto Rafael Gambra. Además, en 1982 tradujo al castellano una obra de Pierre Thibaud: La lógica de Charles Sanders Peirce: del álgebra a los gráficos.

#### Colaboración en obras colectivas[12]
- "La epistemología hilbertiana de la matemática", en Actas del I Congreso de la Sociedad de Lógica, Metodología y Filosofía de la Ciencia en España, 1993. Págs. 349-351.
- "La perspectiva aristotélica", en Inteligencia y Filosofía, 2012. Págs. 73-94.
- "La définition des relatifs dans les catégories et son emploi dans les topiques", en Philosophie Antique, 2013. Págs. 225-242.
- "El concepto de dignidad humana", en Iglesia y política: cambiar de paradigma, 2013. Págs. 139-170.
- "La crítica del personalismo en Danilo Castellano", en La inteligencia de la política: un primer homenaje hispánico a Danilo Castellano, 2015. Págs. 193-216.
- "El populismo en España", en Pueblo y populismo: los desafíos políticos contemporáneos, 2017. Págs. 203-228.
- "La constitución cristiana de las comunidades políticas y la resistencia ante el poder", en Los dos poderes: a los 150 años de la brecha de la Porta Pia, 2021. Págs. 139-161.

#### Artículos[13][12]
- "La fábula del 'homo creator' (De la búsqueda del método a la praxis del cambio)", en Verbo 147 (1976): 925-938.
- "El lugar de los sofismas en la Lógica", en Revista de Filosofía 1 (1987-1988): 7-26.
- "La lógica aristotélica de los predicables", en Anuario Filosófico, vol. 21, nº 2 (1988): 89-118.
- "La metáfora en Aristóteles", en Anuario Filosófico, vol. 23, nº 2 (1990): 51-68.
- "La Filosofía de David Hilbert", en Thémata. Revista de Filosofía 14 (1995): 147-179.
- "El número en Aristóteles", en Thémata. Revista de Filosofía 17 (1996): 45-74.
- "El razonamiento sofístico (privado) y la teoría de los predicables", en Tópicos. Revista de Filosofía 17 (1999): 33-69.
- ¿Debe ser católica la acción política?, en Verbo 407-408 (2002): 591-596.
- "Dialéctica, ciencia y metafísica en Aristóteles", en Anuario Filosófico, vol. 35, nº 72 (2002): 81-128.
- "El modernismo filosófico", en Verbo 455-456 (2007): 395-420.
- "Personalismo, individualismo y liberalismo", en Verbo 463-464 (2008): 295-304.
- "Educación, libertad y verdad", en Verbo 475-476 (2009): 375-396.
- "La noción clásica de dignidad y los derechos humanos", en Anales de la Fundación Francisco Elías de Tejada 16 (2010): 31-54.
- "Apología del cristianismo frente al Islam", en Verbo 485-486 (2010): 501-514.

- "El patriotismo clásico en la actualidad", en Verbo 481-482 (2010): 85-100.
- "Los lugares de lo preferible: ¿un quiste en los 'Tópicos de Aristóteles'?", en Anuario Filosófico, vol. 45, nº 3 (2012): 489-519.
- "La filosofía de Menéndez Pelayo en las polémicas de 'la ciencia española'", en Fuego y Raya 5 (2013): 109-144.
- "Cristiandad a secas y prudencia cristiana", en Verbo 529-530 (2014): 825-838.
- "To be in a subject and accident", en Vivarium 2-4 (2015): 170-193.
- "La crítica del personalismo en Danilo Castellano", en Verbo 537-538 (2015): 751-774.
- "El populismo en España", en Verbo 549-550 (2016): 899-924.
- "El divinismo de Leopoldo Eulogio Palacios", en Fuego y Raya 12 (2016): 113-122.
- "El liberalismo: la raíz del mal", en Anales de la Fundación Francisco Elías de Tejada 24 (2018): 93-113.
- "El liberalismo católico", en Verbo 571-572 (2019): 7-23.
- "La constitución cristiana de las comunidades políticas y la resistencia ante el poder", en Verbo 589-590 (2020): 901-930.